# Tobia Lionelli
Tobia Lionelli (1647 - 17 de outubro de 1714) foi um pregador e escritor esloveno - italiano no período barroco. Seus sermões tiveram um papel crucial na afirmação da língua eslovena. Ele também é conhecido por seu nome monástico João Batista de Sveti Križ em Vipava ( em latim: Joannes Baptista à Sancta Cruce Vippacensi; mais tarde esloveno como Janez (Krstnik) Svetokriški, Janez Krstnik od svetega Križa, ou Ivan Krstnik od Križa  ). 

## Vida
Lionelli nasceu de mãe eslovena e pai italiano na cidade de Sveti Križ (agora Vipavski Križ ) no Vale Vipava, condado de Gorizia. Uma teoria recente conjectura que ele realmente nasceu como Ivan Hrobat, filho ilegítimo de Katarina Hrobat e um nobre da família Lanthieri, e que o sobrenome Lionelli foi comprado para evitar constrangimento.
Ele tomou o nome de "Joannes Baptista à Sancta Cruce Vippacensi" ao ingressar na Ordem dos Frades Menores Capuchinhos em referência à sua cidade natal e provavelmente também ao místico espanhol São João da Cruz. Ele serviu em vários mosteiros nas terras eslovenas, incluindo o mosteiro capuchinho de São Francisco de Assis em sua cidade natal e na Croácia. Lionelli morreu em Gorizia, onde passou os últimos anos de sua vida.

## Trabalhos
Lionelli escreveu mais de 230 sermões, que publicou em uma série de cinco livros intitulada Sacrum promptuarium  (O Manual Sagrado). Um de seus sermões mais conhecidos é Na noviga lejta dan  (No dia de Ano Novo). A publicação desses livros foi financiada por membros da nobreza e benfeitores de dentro da Igreja.
O Sacrum promptuarium de Lionelli foi publicado entre 1691 e 1707. Os primeiros dois volumes foram publicados em Veneza, os três restantes em Ljubljana. Eles são escritos no dialeto Brda do esloveno, com forte influência do dialeto vizinho Inner Carniolan, com numerosos germanismos e citações latinas. A sintaxe apresenta um estilo barroco típico, com referências à tradição clássica.

## Livros
- Snoj, Marko (2006). Slovar jezika Janeza Svetokriškega ( Dela, 49/7; 49/8). Ljubljana: Založba ZRC. 2 zv. ISBN 961-6568-45-0 ISBN   961-6568-45-0.   COBISS   227080704